# Barbery (Oise)
Barbery è un comune francese di 555 abitanti situato nel dipartimento dell'Oise della regione dell'Alta Francia.

## Società

### Evoluzione demografica
Abitanti censiti